# چوشینگورا: هانا نو ماکی، یوکی نو ماکی
چوشینگورا: هانا نو ماکی، یوکی نو ماکی (انگلیسی: Chūshingura: Hana no Maki, Yuki no Maki) فیلمی به کارگردانی هیروشی ایناگاکی است که در سال ۱۹۶۲ منتشر شد.

## بازیگران
- آکیرا تاکارادا
- توشیرو میفونه
- آکیرا کوبو
- تاکاشی شیمورا
- تادائو تاکاشیما
- دایسوکه کاتو
- ریو ایکه به
- ستسوکو هارا
- یوکو تسوکاسا